# Алейников, Иван Григорьевич
Ива́н Григо́рьевич Але́йников (24 мая [6 июня] 1912 года — 21 января 1945 года) — советский офицер, танкист, участник Великой Отечественной войны, Герой Советского Союза (1945).
В годы Великой Отечественной войны — командир танка Т-34-85 164-й (с 20 ноября 1944 года — 66-й гвардейской) танковой бригады, гвардии лейтенант. Особо отличился 21 января 1945 года в ходе Варшавско-Познанской операции при овладении городом Иновроцлав (ныне Куявско-Поморское воеводство, Польша). Погиб в бою.

## Биография
Родился 24 мая (6 июня) 1912 года на хуторе Мирошников (ныне Россошанского района Воронежской области) в крестьянской семье. Русский. Отец работал бригадиром огородной бригады колхоза «Красный Октябрь». После окончания начальной школы работал в домашнем хозяйстве, а затем — в колхозе «Красный Октябрь» прицепщиком.
С июня 1941 года — в рядах РККА, с августа 1941 года — в действующей армии. Воевал на Юго-Западном и Сталинградском фронтах. В 1942 году в бою был ранен. В начале 1943 года направлен на учёбу в танковое училище, после окончания которого 20 июля 1944 года направлен в действующую армию на 1-й Белорусский фронт.
В июле-августе 1944 года в период наступления на Варшавском направлении командир танка Т-34-85 1-го танкового батальона 164-й танковой бригады младший лейтенант И. Г. Алейников дважды ходил в разведку боем. Всего за период с 25 июля по 5 августа его экипаж записал на свой боевой счёт один подбитый танк «Тигр», 3 уничтоженных автомашины, один склад с боеприпасами, два миномёта и до 15 солдат противника. Взял в плен троих солдат. За этот эпизод награждён орденом Красной Звезды (12 августа 1944).
В январе 1945 года командир танка 66-й гвардейской танковой бригады 12-го гвардейского танкового корпуса 2-й гвардейской танковой армии 1-го Белорусского фронта гвардии лейтенант И. Г. Алейников участвовал в Варшавско-Познанской операции. 21 января 1945 года экипаж его танка (механик-водитель старший сержант И. С. Зотов) при овладении городом Иновроцлав (ныне Куявско-Поморское воеводство, Польша) ворвался в боевые порядки противника и огнём и гусеницами уничтожил 8 орудий, 5 пулемётных расчётов, а также до 50 солдат противника.
Несмотря на полученное ранение, И. Г. Алейников не вышел из боя и продолжал выполнять боевую задачу. В результате решительных действий советских танкистов противник был вынужден отступить, оставив значительные трофеи. При дальнейшем развитии наступления танк И. Г. Алейникова был подбит, а командир с экипажем сгорели в танке.
Указом Президиума Верховного Совета СССР от 27 февраля 1945 года «за образцовое выполнение боевых заданий командования на фронте борьбы с немецкими захватчиками и проявленные при этом отвагу и геройство» гвардии лейтенанту Алейникову Ивану Григорьевичу присвоено звание Героя Советского Союза посмертно.
Похоронен в братской могиле на воинском участке католического кладбища по улице Марулевской в городе Иновроцлав (ныне Куявско-Поморское воеводство, Польша).

## Награды и звания
Советские государственные награды и звания:
- Герой Советского Союза (27 февраля 1945, посмертно[4])
- орден Ленина (27 февраля 1945, посмертно[4])
- орден Красной Звезды (12 августа 1944[5])

## Семья
Жена — Мария Ивановна Алейникова, в годы войны проживала на хуторе Мирошников Россошанского района Воронежской области.
Дети: Василий, Алексей.

## Память
В 1965 году село Анновка Россошанского района Воронежской области, в административном подчинении которого находится хутор Мирошников, где родился И. Г. Алейников, в память о нём было переименовано в Алейниково. В центре села ему установлен бюст.
До 2021 года одна из улиц в г. Иновроцлав носила имя Алейникова (в варианте написания фамилии "Алейник"). Ныне переименована и называется "улица Тадеуша Хенсы."